# Iskyr (obwód Plewen)
Iskyr (bułg. Искър) – wieś w Bułgarii, w obwodzie Plewen, w gminie Gulanci. Według danych szacunkowych Ujednoliconego Systemu Ewidencji Ludności oraz Usług Administracyjnych dla Ludności, 15 czerwca 2020 roku miejscowość liczyła 200 mieszkańców.